# Diplophryxus gracilis
Diplophryxus gracilis is een pissebed uit de familie Bopyridae. De wetenschappelijke naam van de soort is voor het eerst geldig gepubliceerd in 1989 door Markham.